# 대한민국 제10대 국회
제10대 대한민국 국회는 1979년 3월 17일에 개원하였으며 1980년 5월 17일 신군부가 주도한 5·17 쿠데타를 계기로 해산되었다.

## 원구성

### 의장·부의장
|            | 1979년 3월 17일 ~ 1980년 10월 27일 |        |
| 국회의장   | 백두진                             | 백두진 |
| 국회부의장 | 민관식                             | 고흥문 |

### 정당별 구성
| 교섭단체명 | 정당명     | 1979년 총선 당시 | 5.17 쿠데타 당시 |
| ---------- | ---------- | ---------------- | ---------------- |
| 유신정우회 | 유신정우회 | 77석             | 77석             |
| 민주공화당 | 민주공화당 | 68석             | 76석             |
| 신민당     | 신민당     | 61석             | 67석             |
| 비교섭단체 |            |                  |                  |
| 민주통일당 | 3석        | 2석              |                  |
| 무소속     | 22석       | 6석              |                  |
| 계         | 계         | 231석            | 228석            |

### 상임위원회
| 위원회         | 이름   | 소속정당   |
| -------------- | ------ | ---------- |
| 국회운영위원회 | 현오봉 | 민주공화당 |
| 법제사법위원회 | 서상린 | 민주공화당 |
| 외무위원회     | 이동원 | 유신정우회 |
| 내무위원회     | 양찬우 | 민주공화당 |
| 재무위원회     | 장승태 | 민주공화당 |
| 경제과학위원회 | 최재구 | 민주공화당 |
| 국방위원회     | 문형태 | 민주공화당 |
| 문교공보위원회 | 강병규 | 민주공화당 |
| 농수산위원회   | 신범식 | 유신정우회 |
| 상공위원회     | 유기정 | 민주공화당 |
| 보건사회위원회 | 함명수 | 민주공화당 |
| 교통체신위원회 | 이종근 | 민주공화당 |
| 건설위원회     | 이영근 | 민주공화당 |

## 의석 변동
| 날짜             | 이름            | 소속정당            | 선거구                                  | 사유                             | 정당별 증감 | 의석 수                                                                |
| ---------------- | --------------- | ------------------- | --------------------------------------- | -------------------------------- | ----------- | ---------------------------------------------------------------------- |
| 1979년 6월 4일   | 예춘호          | 무소속 → 신민당     | 부산 중구·영도구                        | 입당                             | ±7          | 민주공화당 68석 신민당 68석 민주통일당 3석 무소속 15석 유신정우회 77석 |
| 1979년 6월 4일   | 오세응          | 무소속 → 신민당     | 경기 성남시·광주군·여주군·이천군        | 입당                             | ±7          | 민주공화당 68석 신민당 68석 민주통일당 3석 무소속 15석 유신정우회 77석 |
| 1979년 6월 4일   | 박찬            | 무소속 → 신민당     | 충남 논산군·공주군                      | 입당                             | ±7          | 민주공화당 68석 신민당 68석 민주통일당 3석 무소속 15석 유신정우회 77석 |
| 1979년 6월 4일   | 손주항          | 무소속 → 신민당     | 전북 임실군·남원군·순창군               | 입당                             | ±7          | 민주공화당 68석 신민당 68석 민주통일당 3석 무소속 15석 유신정우회 77석 |
| 1979년 6월 4일   | 한병채          | 무소속 → 신민당     | 경북 대구시 중구·서구·북구              | 입당                             | ±7          | 민주공화당 68석 신민당 68석 민주통일당 3석 무소속 15석 유신정우회 77석 |
| 1979년 6월 4일   | 김현규          | 무소속 → 신민당     | 경북 구미시·군위군·성주군·선산군·칠곡군 | 입당                             | ±7          | 민주공화당 68석 신민당 68석 민주통일당 3석 무소속 15석 유신정우회 77석 |
| 1979년 6월 4일   | 이상민          | 무소속 → 신민당     | 경남 진주시·삼천포시·진양군·사천군      | 입당                             | ±7          | 민주공화당 68석 신민당 68석 민주통일당 3석 무소속 15석 유신정우회 77석 |
| 1979년 6월 7일   | 홍성우          | 무소속 → 민주공화당 | 서울 도봉구                             | 입당                             | ±15         | 민주공화당 83석 신민당 68석 민주통일당 3석 유신정우회 77석             |
| 1979년 6월 7일   | 김진만          | 무소속 → 민주공화당 | 강원 강릉시·명주군·삼척군               | 입당                             | ±15         | 민주공화당 83석 신민당 68석 민주통일당 3석 유신정우회 77석             |
| 1979년 6월 7일   | 함종빈          | 무소속 → 민주공화당 | 강원 속초시·양양군·인제군·고성군        | 입당                             | ±15         | 민주공화당 83석 신민당 68석 민주통일당 3석 유신정우회 77석             |
| 1979년 6월 7일   | 임호            | 무소속 → 민주공화당 | 충남 대전시 동구·중구                   | 입당                             | ±15         | 민주공화당 83석 신민당 68석 민주통일당 3석 유신정우회 77석             |
| 1979년 6월 7일   | 박용기          | 무소속 → 민주공화당 | 전남 고창군·부안군                      | 입당                             | ±15         | 민주공화당 83석 신민당 68석 민주통일당 3석 유신정우회 77석             |
| 1979년 6월 7일   | 한갑수          | 무소속 → 민주공화당 | 전남 나주군·광산군                      | 입당                             | ±15         | 민주공화당 83석 신민당 68석 민주통일당 3석 유신정우회 77석             |
| 1979년 6월 7일   | 김수            | 무소속 → 민주공화당 | 전남 고흥군·보성군                      | 입당                             | ±15         | 민주공화당 83석 신민당 68석 민주통일당 3석 유신정우회 77석             |
| 1979년 6월 7일   | 윤재명          | 무소속 → 민주공화당 | 전남 장흥군·강진군·영암군·완도군        | 입당                             | ±15         | 민주공화당 83석 신민당 68석 민주통일당 3석 유신정우회 77석             |
| 1979년 6월 7일   | 임영득          | 무소속 → 민주공화당 | 전남 해남군·진도군                      | 입당                             | ±15         | 민주공화당 83석 신민당 68석 민주통일당 3석 유신정우회 77석             |
| 1979년 6월 7일   | 권오태          | 무소속 → 민주공화당 | 경북 포항시·영일군·울릉군·영천군        | 입당                             | ±15         | 민주공화당 83석 신민당 68석 민주통일당 3석 유신정우회 77석             |
| 1979년 6월 7일   | 박정수          | 무소속 → 민주공화당 | 경북 김천시·금릉군·상주군               | 입당                             | ±15         | 민주공화당 83석 신민당 68석 민주통일당 3석 유신정우회 77석             |
| 1979년 6월 7일   | 정휘동          | 무소속 → 민주공화당 | 경북 김천시·금릉군·상주군               | 입당                             | ±15         | 민주공화당 83석 신민당 68석 민주통일당 3석 유신정우회 77석             |
| 1979년 6월 7일   | 이후락          | 무소속 → 민주공화당 | 경남 울산시·울주군                      | 입당                             | ±15         | 민주공화당 83석 신민당 68석 민주통일당 3석 유신정우회 77석             |
| 1979년 6월 7일   | 최치환          | 무소속 → 민주공화당 | 경남 남해군·하동군                      | 입당                             | ±15         | 민주공화당 83석 신민당 68석 민주통일당 3석 유신정우회 77석             |
| 1979년 6월 7일   | 변정일          | 무소속 → 민주공화당 | 제주 제주시·북제주군·남제주군           | 입당                             | ±15         | 민주공화당 83석 신민당 68석 민주통일당 3석 유신정우회 77석             |
| 1979년 10월 4일  | 김영삼          | 신민당              | 부산 서구·동구                          | 김영삼 의원 제명 파동            | -1          | 민주공화당 83석 신민당 67석 민주통일당 3석 유신정우회 77석             |
| 1979년 10월 8일  | 김성환 → 고귀남 | 유신정우회          | 유신정우회                              | 김성환 사망 고귀남 승계          |             | 민주공화당 83석 신민당 67석 민주통일당 3석 유신정우회 77석             |
| 1979년 12월 12일 | 신현확          | 민주공화당          | 경북 구미시·군위군·성주군·선산군·칠곡군 | 총리 임명으로 사퇴               | -1          | 민주공화당 82석 신민당 67석 민주통일당 3석 유신정우회 77석             |
| 1980년 3월 21일  | 김진만          | 민주공화당 → 무소속 | 강원 강릉시·명주군·삼척군               | 탈당                             | ±1          | 민주공화당 81석 신민당 67석 민주통일당 3석 무소속 1석 유신정우회 77석  |
| 1980년 4월 1일   | 양일동          | 민주통일당          | 서울 성동구                             | 사망                             | -1          | 민주공화당 81석 신민당 67석 민주통일당 2석 무소속 1석 유신정우회 77석  |
| 1980년 4월 7일   | 오유방          | 민주공화당 → 무소속 | 서울 서대문구                           | 제명                             | ±4          | 민주공화당 77석 신민당 67석 민주통일당 2석 무소속 5석 유신정우회 77석  |
| 1980년 4월 7일   | 박찬종          | 민주공화당 → 무소속 | 부산 서구·동구                          | 제명                             | ±4          | 민주공화당 77석 신민당 67석 민주통일당 2석 무소속 5석 유신정우회 77석  |
| 1980년 4월 7일   | 임호            | 민주공화당 → 무소속 | 충남 대전시 동구·중구                   | 제명                             | ±4          | 민주공화당 77석 신민당 67석 민주통일당 2석 무소속 5석 유신정우회 77석  |
| 1980년 4월 7일   | 이후락          | 민주공화당 → 무소속 | 경남 울산시·울주군                      | 제명                             | ±4          | 민주공화당 77석 신민당 67석 민주통일당 2석 무소속 5석 유신정우회 77석  |
| 1980년 5월 13일  | 박종규          | 민주공화당 → 무소속 | 경남 마산시·진해시·창원군               | 탈당                             | ±1          | 민주공화당 76석 신민당 67석 민주통일당 2석 무소속 6석 유신정우회 77석  |
| 1980년 5월 22일  | 이승윤 → 남재한 | 유신정우회          | 유신정우회                              | 이승윤 재무장관 임명 남재한 승계 |             | 민주공화당 76석 신민당 67석 민주통일당 2석 무소속 6석 유신정우회 77석  |
| 1980년 7월 4일   | 예춘호          | 신민당              | 부산 중구·영도구                        | 신군부의 협박으로 사퇴           | -4          | 민주공화당 74석 신민당 63석 민주통일당 1석 무소속 3석 유신정우회 77석  |
| 1980년 7월 4일   | 이택돈          | 신민당              | 경기 부천시·안양시·시흥군·옹진군        | 신군부의 협박으로 사퇴           | -4          | 민주공화당 74석 신민당 63석 민주통일당 1석 무소속 3석 유신정우회 77석  |
| 1980년 7월 4일   | 이철승          | 신민당              | 전북 전주시·완주군                      | 신군부의 협박으로 사퇴           | -4          | 민주공화당 74석 신민당 63석 민주통일당 1석 무소속 3석 유신정우회 77석  |
| 1980년 7월 4일   | 손주항          | 신민당              | 전북 임실군·남원군·순창군               | 신군부의 협박으로 사퇴           | -4          | 민주공화당 74석 신민당 63석 민주통일당 1석 무소속 3석 유신정우회 77석  |
| 1980년 7월 4일   | 이병희          | 민주공화당          | 경기 수원시·화성군                      | 신군부의 협박으로 사퇴           | -2          | 민주공화당 74석 신민당 63석 민주통일당 1석 무소속 3석 유신정우회 77석  |
| 1980년 7월 4일   | 김종필          | 민주공화당          | 충남 부여군·서천군·보령군               | 신군부의 협박으로 사퇴           | -2          | 민주공화당 74석 신민당 63석 민주통일당 1석 무소속 3석 유신정우회 77석  |
| 1980년 7월 4일   | 김진만          | 무소속              | 강원 강릉시·명주군·삼척군               | 신군부의 협박으로 사퇴           | -3          | 민주공화당 74석 신민당 63석 민주통일당 1석 무소속 3석 유신정우회 77석  |
| 1980년 7월 4일   | 박종규          | 무소속              | 경남 마산시·진해시·창원군               | 신군부의 협박으로 사퇴           | -3          | 민주공화당 74석 신민당 63석 민주통일당 1석 무소속 3석 유신정우회 77석  |
| 1980년 7월 4일   | 이후락          | 무소속              | 경남 울산시·울주군                      | 신군부의 협박으로 사퇴           | -3          | 민주공화당 74석 신민당 63석 민주통일당 1석 무소속 3석 유신정우회 77석  |
| 1980년 7월 4일   | 김녹영          | 민주통일당          | 전남 광주시 동구·서구                   | 신군부의 협박으로 사퇴           | -1          | 민주공화당 74석 신민당 63석 민주통일당 1석 무소속 3석 유신정우회 77석  |
| 1980년 8월 6일   | 이택희          | 신민당              | 충북 충주시·중원군·제천군·단양군        | 신군부의 협박으로 사퇴           | -1          | 민주공화당 74석 신민당 62석 민주통일당 1석 무소속 3석 유신정우회 77석  |
| 1980년 8월 13일  | 최경록 → 이호동 | 유신정우회          | 유신정우회                              | 최경록 주일대사 임명 이호동 승계 |             | 민주공화당 74석 신민당 62석 민주통일당 1석 무소속 3석 유신정우회 77석  |
| 1980년 8월 27일  | 송원영          | 신민당              | 서울 동대문구                           | 신군부의 협박으로 사퇴           | -8          | 민주공화당 68석 신민당 55석 민주통일당 1석 무소속 3석 유신정우회 77석  |
| 1980년 8월 27일  | 고흥문          | 신민당              | 서울 도봉구                             | 신군부의 협박으로 사퇴           | -8          | 민주공화당 68석 신민당 55석 민주통일당 1석 무소속 3석 유신정우회 77석  |
| 1980년 8월 27일  | 김수한          | 신민당              | 서울 관악구                             | 신군부의 협박으로 사퇴           | -8          | 민주공화당 68석 신민당 55석 민주통일당 1석 무소속 3석 유신정우회 77석  |
| 1980년 8월 27일  | 정해영          | 신민당              | 부산 부산진구·북구                      | 신군부의 협박으로 사퇴           | -8          | 민주공화당 68석 신민당 55석 민주통일당 1석 무소속 3석 유신정우회 77석  |
| 1980년 8월 27일  | 박영록          | 신민당              | 강원 원주시·원성군·홍천군·횡성군        | 신군부의 협박으로 사퇴           | -8          | 민주공화당 68석 신민당 55석 민주통일당 1석 무소속 3석 유신정우회 77석  |
| 1980년 8월 27일  | 박해충          | 신민당              | 경북 안동시·안동군·의성군               | 신군부의 협박으로 사퇴           | -8          | 민주공화당 68석 신민당 55석 민주통일당 1석 무소속 3석 유신정우회 77석  |
| 1980년 8월 27일  | 최형우          | 신민당              | 경남 울산시·울주군                      | 신군부의 협박으로 사퇴           | -8          | 민주공화당 68석 신민당 55석 민주통일당 1석 무소속 3석 유신정우회 77석  |
| 1980년 8월 27일  | 김동영          | 신민당              | 경남 산청군·함양군·거창군               | 신군부의 협박으로 사퇴           | -8          | 민주공화당 68석 신민당 55석 민주통일당 1석 무소속 3석 유신정우회 77석  |
| 1980년 8월 27일  | 김용태          | 민주공화당          | 충남 대전시 동구·중구                   | 신군부의 협박으로 사퇴           | -6          | 민주공화당 68석 신민당 55석 민주통일당 1석 무소속 3석 유신정우회 77석  |
| 1980년 8월 27일  | 장영순          | 민주공화당          | 충남 청양군·홍성군·예산군               | 신군부의 협박으로 사퇴           | -6          | 민주공화당 68석 신민당 55석 민주통일당 1석 무소속 3석 유신정우회 77석  |
| 1980년 8월 27일  | 신형식          | 민주공화당          | 전남 고흥군·보성군                      | 신군부의 협박으로 사퇴           | -6          | 민주공화당 68석 신민당 55석 민주통일당 1석 무소속 3석 유신정우회 77석  |
| 1980년 8월 27일  | 길전식          | 민주공화당          | 전남 장흥군·강진군·영암군·완도군        | 신군부의 협박으로 사퇴           | -6          | 민주공화당 68석 신민당 55석 민주통일당 1석 무소속 3석 유신정우회 77석  |
| 1980년 8월 27일  | 구태회          | 민주공화당          | 경남 진주시·삼천포시·진양군·사천군      | 신군부의 협박으로 사퇴           | -6          | 민주공화당 68석 신민당 55석 민주통일당 1석 무소속 3석 유신정우회 77석  |
| 1980년 8월 27일  | 현오봉          | 민주공화당          | 제주 제주시·북제주군·남제주군           | 신군부의 협박으로 사퇴           | -6          | 민주공화당 68석 신민당 55석 민주통일당 1석 무소속 3석 유신정우회 77석  |
| 1980년 8월 27일  | 최태호 → 김유복 | 유신정우회          | 유신정우회                              | 최태호 사퇴 김유복 승계          |             | 민주공화당 68석 신민당 55석 민주통일당 1석 무소속 3석 유신정우회 77석  |
| 1980년 10월 4일  | 유기정          | 민주공화당          | 전북 전주시·완주군                      | 신군부의 협박으로 사퇴           | -1          | 민주공화당 67석 신민당 55석 민주통일당 1석 무소속 3석 유신정우회 77석  |

## 같이 보기
- 대한민국 제10대 국회의원 선거
- 대한민국 제10대 국회의원 목록

1. ↑  “국회해산권 (國會解散權)”. 《한국민족문화대백과사전》. 한국학중앙연구원. 2024년 4월 10일에 확인함.